# Berowra
Berowra är en del av en befolkad plats i Australien. Den ligger i kommunen Hornsby Shire och delstaten New South Wales, i den sydöstra delen av landet, omkring 27 kilometer norr om delstatshuvudstaden Sydney. Antalet invånare är 4 284.
Runt Berowra är det tätbefolkat, med 659 invånare per kvadratkilometer.. Närmaste större samhälle är Hornsby, omkring 10 kilometer sydväst om Berowra. 
I omgivningarna runt Berowra växer i huvudsak städsegrön lövskog. Genomsnittlig årsnederbörd är 1 380 millimeter. Den regnigaste månaden är februari, med i genomsnitt 200 mm nederbörd, och den torraste är juli, med 36 mm nederbörd.